# Zeynep Sever
Zeynep Kübra Sever (9 de julio de 1989, Estambul, Turquía) es una modelo belga ganadora del título Miss Bélgica 2009 y representante de dicho país en el Miss Universo 2009. También jugó como voleibolista para el Fenerbahce.

## Miss Universo 2009
Zeynep representó su país en el Miss Universo 2009 y clasificó entre las 15 primeras semifinalistas, sin embargo luego de la competencia en traje de baño donde obtuvo una puntuación de 7.870, no pudo clasificar al Top 10. Zeynep acabó en la posición número 12.

## Miss Mundo 2009
Zeynep Sever participó también en el Miss Mundo 2009, sin embargo no logró clasificar entre las finalistas.